# 4—5-я линии Васильевского острова
4—5-я линии — улица на Васильевском острове.
4-я линия — нечётная сторона, расположена ближе к Стрелке, 5-я линия — чётная сторона улицы. Как и остальные линии Васильевского острова, 4—5-я линии должны были стать набережными одного из каналов, которыми собирались прорезать Васильевский остров по замыслу Петра I. Название 4—5-й линий существует с 1718 года. В 1727 году по улице был прорыт узкий канал от Невы. Канал просуществовал несколько десятилетий и был засыпан. Улица проходит от Большой до Малой Невы. Длина улицы более полутора километров: 4-линия 1619 метров, а 5-я линия немного длиннее — 1628 м.

## История
Первые каменные дома возникали у Невы и Большого проспекта. Нынешний вид улица приобрела в конце XIX — начале XX века. В перспективе улицы хорошо просматривается находящееся на противоположном берегу Невы здание Иностранной коллегии (конец XVIII века).

## Достопримечательности

### 4-я линия
- Дом № 1 (№ 17 по Университетской наб.)[1] — Академия художеств — на 4-ю линию у Невы выходят её боковой фасад и сад
- Дом № 9 — особняк и контора купца Павла Павловича Форостовского. 1900—1901. Архитектор К. К. Шмидт[2].  781620418270006. Для постройки особняка все существующие на то время постройки были снесены[3]. До Форостовского участок № 9 с 1760-х до 1850-х годов принадлежал армянской семье Шаристановых, среди её членов были священнослужители и купцы, после чего собственником этого места стала Юдина — дочь тайного советника, сдававшая жильё в наём: квартиру у неё снимал генерал А. М. Трескин, у которого в 1858—1860 гг. проживал товарищ сына по университету Д. И. Писарев; у Трескиных бывал критик и историк русской литературы А. М. Скабичевский[4]. В конце 1870-х в доме Юдиной можно было встретить композитора М. П. Мусоргского, который играл на фортепиано свои произведения хозяевам и гостям, а зимой 1879/80 гг. и какое-то время жил постоянно[4].
- Дом № 11 — Дом Дэвида Гилмора, выявленный объект культурного наследия. В октябре 2018 года в арках первого этажа были обнаружены исторические надписи-вывески, предположительно, 1860-х годов[5][6].  7830511000
- Дом № 13 — здание книгоиздательства А. Ф. Девриена, 1913—1914, арх. Г. Д. Гримм.  7830512000
- Дом № 15 — особняк архитектора Г. А. Боссе, построенный по его собственному проекту (1847—1850).  781520291610006
- Дом № 19 — доходный дом Гемилиан, 1835 г.  7830513000
- Дом № 21 — доходный дом Прохоровых, построен в 1853 году, перестроен арх. П. С. Пименовым, 1876—1877, арх. Ф. С. Харламов, 1913, арх. Д. Г. Фомичев.  781620422000005
- Дом № 27 (Средний проспект, 20) — здание женской рукодельной хозяйственной школы им. А. Г. Елисеева, 1894—1895, арх. А. К. Гаммерштедт.  781410072980005
- Дом № 40 — доходный дом А. Ф. Фельтена, 1905—1907, арх. Г. Г. фон Голи.
- Дом № 57 (Малый проспект Васильевского острова, дом № 11) — доходный дом, построен в 1903 году, архитектор Л. В. Богусский. Включён существовавший дом.

### 5-я линия
- Дом № 8 (Бугский переулок) — доходный дом М. И. Костюриной, построил в 1860 г. арх. И. Б. Слупский, перестроил в 1902—1905 гг. арх. В. А. Липский[7]. Здесь в 1875—1879 гг. жил композитор М. П. Мусоргский, а в 1840—1844 гг. — поэт Т. Г. Шевченко.  781610422010005
- Дом № 10 — доходный дом Т. А. Соловьева, 1861—1862 гг., арх. И. М. Маевский. В 1880—1884 гг. здесь жил художник И. И. Шишкин, в 1919 году поэт Николай Гумилёв (мемориальная доска)  781610420840005
- Дом № 16 (Большой проспект Васильевского острова, 17) — дом А. А. Куракиной (Э. П. Шаффе), 1780-е — 1790-е гг. и 1818 г., перестроил в 1880—1885 гг. арх. В. А. Кенель.  7831675000
- Дом № 16 — женская гимназия Э. П. Шаффе, 1907, арх-р К. К. Шмидт.  7831676000 В кв. 9 жили математики Б. Н. Делоне и Н. Б. Делоне[8].
- Дом № 20 — дом с флигелем Ф. А. Гутхейля. Архитектор В. В. Шауб, 1890—1891[9].
- Дом № 28 — Особняк Ф. Пеца — Типография М. М. Стасюлевича — Редакция книгоиздательства «Скифы» — Санкт-Петербургский издательско-полиграфический техникум, 1863, арх. И. И. Цим[10].
- Дом № 32 — Особняк М. Э. Бонштедта (1898). Архитектор В. В. Шауб
- Дом № 42 (Средний проспект, дом № 22) — здание бань Эссен-Стенбок-Фермора. 1851, архитектор В. Е. Морган (перестроено).
- Дом № 46 — доходный дом А. А. Еремеевой. 1903—1905, архитектор М. Ф. Еремеев
- Дом № 58—60, литера А — лечебница для нервнодушевнобольных Бари А. Э., 1851, арх-р Николай Гребёнка[11], в 1910 перестроено под руководством гр. инж. Нимана К. И.[12].
- Дом № 62 — дом Макаровых (дом С. Н. Бернштейна), архитектро Пранг Г. Б., надстройка 1868—1869 гг., в 1912-м был перестроен по проекту Я. Г. Гевирца[13]
- Дом № 64 (Малый проспект, дом № 13) — доходный дом Василия Тимофеевича Тимофеева, 1912, архитектор Н. С. Резвый. В конце 2023 года дому был присвоен статус объекта культурного наследия[14].
- Дом № 66 — пивоваренный завод «Гамбринус». Расширение и надстройка зданий проводились в 1870—1874 годах архитектором А. Р. Гешвендом